# Uroxys vincentiae
Uroxys vincentiae là một loài bọ cánh cứng trong họ Bọ hung (Scarabaeidae).